# Billbergia amoena
Espèce
Classification phylogénétique
Billbergia amoena est une espèce de plantes de la famille des Bromeliaceae, endémique du Brésil.

## Synonymes
- Billbergia binotii R.C.J.Gerard
- Billbergia chlorocyanea de Vriese
- Billbergia discolor (Loisel.) Beer
- Billbergia laevis Tiegh.
- Billbergia pallescens K.Koch & C.D.Bouché
- Billbergia pallida (Ker Gawl.) Beer
- Billbergia pyramidalis var. minor Antoine & Beer
- Billbergia speciosa Thunb.
- Billbergia wacketii Mez
- Billbergia wiotiana De Jonghe ex Mez
- Bromelia laevis Schult. & Schult.f. [non-valide]
- Bromelia pallida Ker Gawl.
- Pitcairnia discolor Loisel.
- Pourretia magnispatha Colla
- Tillandsia amoena Lodd.
- Tillandsia variegata Vell.

### Autres synonymes
- Billbergia amoena var. amoena
- Billbergia amoena var. carnea E.Pereira
- Billbergia amoena var. flavescens Reitz
- Billbergia amoena var. minor (Antoine & Beer) L.B.Sm.
- Billbergia amoena var. robertiana E.Pereira & Leme
- Billbergia amoena var. rubra M.B.Foster
- Billbergia amoena var. stolonifera E.Pereira & Moutinho
- Billbergia amoena f. viridiflora E.Pereira & Moutinho
- Billbergia amoena var. viridis L.B.Sm.

Il faut toutefois noter que les espèces suivantes ne sont pas synonymes de Billbergia amoena :
- Billbergia amoena var. cernua Beer ex E.Morren est synonyme de Billbergia distachya (Vell.) Mez ;
- Billbergia amoena var. cylindracea E.Pereira est synonyme de Billbergia sanderiana E.Morren ;
- Billbergia amoena var. penduliflora M.B.Foster est un synonyme de Billbergia sanderiana E.Morren.

## Distribution
L'espèce est endémique du Brésil.

## Description
L'espèce est épiphyte ou saxicole.